# Jim Clark (aviron)
Pour les articles homonymes, voir Jim Clark (homonymie) et Clark.
Richard James Scott Clark dit Jim Clark, né le 15 juillet 1950, est un rameur d'aviron et entraîneur d'aviron britannique. Il est le mari de la rameuse Lin Clark (en).

## Palmarès

### Jeux olympiques
- 1976 à Montréal
  -  Médaille d'argent en huit

### Championnats du monde
- 1974 à Lucerne
  -  Médaille d'argent en huit
- 1977 à Amsterdam
  -  Médaille d'argent en deux sans barreur